# Cabeção
Cabeção ist eine Gemeinde (Freguesia) im portugiesischen Kreis (Concelho) von Mora. In ihr leben 863 Einwohner (Stand 19. April 2021).

## Geschichte
Im Verlauf der Reconquista erhielt der spätere Ritterorden von Avis das Gebiet zur Besiedlung. Aus einem hier gegründeten Landgut des Ordens, der Quinta de São Salvador, entwickelte sich der heutige Ort.
1395 erhielt Cabeção erste Stadtrechte, und 1578 wurde der Ort zur Vila erhoben. Im Zuge der Verwaltungsreformen nach der Liberalen Revolution 1822 wurde der Kreis Cabeção 1836 aufgelöst und dem Kreis Mora angegliedert.